# Пицигин
Пицигин је једноставна, колективна, забавна спортска игра која се игра лоптом, најчешће у плићаку или на пешчаној плажи. Број играча није стриктно одређен, премда се оптималан учинак постиже с пет учесника. У правилу играчи само једним ударцем длана и само једне руке својим саиграчима добацују лоптицу са циљем задржати лоптицу што дуже у игри тј. у ваздуху.
Вјерује се да је игра настала 1908. године тако што су студенти из Сплита који су се враћали са студија из Прага донели са собом необичну игру звану ватерполо. С обзиром да је ниво мора на плажи Бачвице врло низак, нису могли играти ватерполо онако како је то предвиђено те су неуспешни покушаји играња ватерпола у плићаку на крају еволуирали у игру пицигин.
Сам назив игре потиче од музичког израза pizzicato што значи „трзати жице прстима”.

## Основна правила
Основна правила пицигина врло су једноставна. Да би заиграли ову веселу друштвену игру, потребна је прије свега добра екипа, без одређеног броја играча није стриктно одређен, одговарајућа лоптица, те круг радијуса некаквих 30-так метара у плићаку где вода не прелази висину колена. Циљ игре је једноставан да сталним набацивањем и ударањем лоптицу што дуже покушавати одржати у ваздуху и не дозволити да падне у воду или дотакне површину.
Играчи су постављени у круг и одбацују лоптицу увис, по могућности путањом параболе да не постигне превелику брзину. Лоптица се не додаје одређеном играчу, већ напросто баца тако да буде ухватљива било коме. Осим једноставног додавања и задржавања лопте у ваздуху, прави дух пицигина је у акробацијама које изводе играчи, а то је и један од циљева игре.

## Традиција игре
Ентузијасти у Сплиту играју пицигин током целе године, а у новије време је на Бачвицама уграђен рефлектор за ноћну игру. Традиција је играње новогодишњег пицигина првог дана нове године, а од 2005. године се одржава и тзв. „Првенство свита у пицигину”. До 2008. године на првенству су оцењивани задати облици скокова пицигинаша, али од 2008. године се оцењује укупан уметнички утисак екипе.
Пицигин је у Републици Хрватској заштићен као нематеријално културно добро.